# 映山紅公園 (佛羅里達州)
映山紅公園（英語：Azalea Park）是位於美國佛羅里達州橙縣的一個人口普查指定地區。

## 地理
映山紅公園的座標為28°32′39″N 81°17′47″W / 28.54417°N 81.29639°W，而該地最高點為海拔高度29米（即95英尺）。

## 人口
根據2010年美國人口普查的數據，映山紅公園的面積為8.40平方千米，當中陸地面積為8.30平方千米，而水域面積為0.10平方千米。當地共有人口12556人，而人口密度為每平方千米1,494人。